# 公正第三人
公正第三人依據中華民國法律《金融機構合併法》規定而申請設立，主要是辦理由法院委託準用《強制執行法》規定之拍賣、抵押不動產之公開拍賣、金融機構聲請之強制執行事件、金融機構金錢債權評價等業務。其設立有一定之門檻，並應本獨立、客觀與公正之精神辦理。目前國內僅有台灣金融資產服務公司（Taiwan Financial Asset Service Corporation）符合資格，其背景為台灣三十四家銀行及票券公司所組成，目的是擔任NPL（Non-Performing Loans）的評價及拍賣工作，主要功用為協助司法院及各地方法院加速處理法拍屋的拍賣作業，提升法院處理法拍案件的效率，進而加速消化法院累積的不動產法拍案件，而這也是成立公正第三人最主要的意義。